# Finale del campionato NFL 1942
La finale del campionato NFL 1942 è stata la 10ª del campionato della NFL. La gara si disputò al Griffith Stadium di Washington tra i Washington Redskins (10-1), vincitori della Eastern Division, e i Chicago Bears (11-0), campioni della Western Division. I Bears erano co-allenati da Hunk Anderson e Luke Johnsos dopo l'arruolamento di George Halas in Marina e il loro quarterback era Sid Luckman. I Redskins erano allenati da Ray Flaherty e il loro quarterback era Sammy Baugh.

## Marcature
- Primo quarto[1]
  - Nessuna
- Secondo quarto[1]
  - Chi – Artoe, su ritorno di fumble da 52 yard (extra point fallito) 6–0 CHI
  - Was – Moore, su passaggio da 52 yard di Baugh (extra point trasformato da Masterson) 7–6 WAS
- Terzo quarto[1]
  - Was – Farkas, su corsa da 1 yard (extra point trasformato da Masterson) 14–6 WAS
- Quarto quarto[1]
  - Nessuna